# Бурятзолото
 «Бурятзо́лото» — золотодобывающая компания, ведущая свою деятельность в Республике Бурятия.

## История компании
Государственная компания «Бурятзолото» была создана в 1991 году на базе действующего прииска «Ципиканский» (Ципикан) и строящихся рудников «Холбинский» (Зун-Холба) и «Ирокинда» (Иракинда). В 1994 году стало открытым акционерным обществом.
В 1995 году 30 % акций акционерного общества на открытом аукционе приобрела канадская золотодобывающая компания High River Gold Mines Ltd. (HRG). В 2008 году компания Nordgold приобрела контролирующую долю акций ОАО «Бурятзолото».
В 2008 году компания произвела 145,7 тысяч унций золота; в 2010 году — 136,1; в 2011 году — 134; в 2012 году — 109.
Доказанные и вероятные запасы обоих месторождений Бурятзолота по кодексу JORC на 1 января 2013 года составляли 567 тысяч унций (17,6 т). Общие ресурсы — 711 тысяч унций (22,1 т).

## Основные акционеры
Nordgold контролирует 85 % акций ПАО «Бурятзолото».

## Деятельность
Основные запасы на конец 2016 года:
- Зун-Холбинское месторождение — золото рудное, серебро. Доказанные запасы: 11 136 кг золота.
- Ирокиндинское золоторудное месторождение — золото рудное, серебро. Доказанные запасы: 781,2 кг золота.
- Пионерское золоторудное месторождение — золото рудное, россыпи. Доказанные запасы: 371 кг золота (россыпи).

Для переработки руды в концентрат на двух рудниках эмитента имеются золотоизвлекательные фабрики. Переработка концентрата осуществляется в цехе гидрометаллургии рудника «Холбинский» (Самарта). Товарной продукцией являются золотосеребряные слитки, отправляемые на аффинаж. Переработку (аффинаж) золота и серебра, добываемого эмитентом, производит ОАО «Приокский завод цветных металлов» (Касимов, Рязанская область) на основании договора. Также компания имеет автотранспортную базу в посёлке Култук Слюдянского района Иркутской области.

## Основные финансовые показатели
Финансовые показатели за 2014 год, млрд р.: активы — 12,85; оборот — 5,34; чистая прибыль — 2,98. Финансовые показатели за 2015 год, млрд р.: активы — 16,42; оборот — 8,97; чистая прибыль — 3,32.

## Руководство
- Тулубенский Евгений Александрович — председатель совета директоров
- Гузеев Дмитрий Васильевич — генеральный директор управляющей организации ООО «Нордголд менеджмент»

## Благотворительность
Компания оказывает спонсорскую и благотворительную помощь в Республике Бурятия. В 2016 году общий объём помощи составил более 1,5 млн рублей.